# Viaduc de Joinville
Le viaduc de Joinville est un pont autoroutier qui permet à l'autoroute A4 de franchir la Marne à Joinville-le-Pont.
En 1990, le projet d'élargissement du viaduc, destiné à recevoir aussi le trafic de l'autoroute A86, suscite l'opposition de la municipalité et de plusieurs associations. Ce projet est tout de même réalisé et en 2024 les riverains se plaignent des nuisances sonores et de l'absence de protections phoniques.